# 938-as busz (Budapest)
A budapesti 938-as jelzésű éjszakai autóbusz a Csepel, Szent Imre tér és Szigetszentmiklós, Szabadság utca között közlekedik, Lakihegy érintésével. Egyes menetek csak Lakihegy, Cseresznyés utcáig közlekednek. A vonalat 2014. június 28-ától a Volánbusz, 2025-től a MÁV Személyszállítási Zrt. üzemelteti.

## Története
A járat 2005. szeptember 1-jétől közlekedik.
2014. augusztus 23-ától útvonalát Szigetszentmiklósig hosszabbították, melyet körbejárva visszatér Csepelre. A szigetszentmiklósi kört a nappali 38-as busz útvonalán teszi meg. 2014. október 1-jétől a Szebeni utca megállót is érinti. A teljes útvonalon egy menet megy végig, míg mind a két irányba 2-2 csonka menet közlekedik Lakihegy, Cseresznyés utca és a Szent Imre tér között.
2018. július 11-étől szeptember 16-áig a Massányi Károly úti útépítési munkálatok miatt terelt útvonalon közlekedett, Lakihegy, Cseresznyés utca és a Massányi úti lakópark megállók között a Csepeli elkerülő úton és a Csepel-szigeti gerincúton járt, hosszabb menetidővel. Útvonala során megállóhely nem maradt ki.

## Útvonala
| Csepel, Szent Imre tér → Lakihegy, Cseresznyés utca → Szigetszentmiklós → Lakihegy, Cseresznyés utca → Csepel, Szent Imre tér |
| --- |
| Csepel, Szent Imre tér vá. – Károli Gáspár utca – Kossuth Lajos utca – Erdősor utca – II. Rákóczi Ferenc út – Szigetszentmiklós, II. Rákóczi Ferenc út – Cseresznyés utca, forduló – II. Rákóczi Ferenc út – Massányi Károly út – Petőfi Sándor utca – Árpád utca – Tököli út – Ifjúság útja – Gyári út – Bajcsy-Zsilinszky utca – Tököli út – Szebeni utca, forduló – Tököli út – Dobó István utca – Ősz utca – Széchenyi utca – Petőfi Sándor utca – Szabadság utca, forduló – Petőfi Sándor utca – Massányi Károly út – II. Rákóczi Ferenc út – Cseresznyés utca, forduló – II. Rákóczi Ferenc út – Budapest, II. Rákóczi Ferenc út – Erdősor utca – Kossuth Lajos utca – Szent Imre tér – Vermes Miklós utca – Kiss János altábornagy utca – Csepel, Szent Imre tér vá. |

## Megállóhelyei
| 0                                               | Csepel, Szent Imre tér végállomás               | 68 | 948, 979, 979A |
| 1                                               | Karácsony Sándor utca                           | 66 | 948, 979, 979A |
| 2                                               | Görgey Artúr tér                                | 65 | 948, 979, 979A |
| 3                                               | Szent István út                                 | ∫  | 979, 979A      |
| 4                                               | Völgy utca                                      | 63 | 979, 979A      |
| 5                                               | Erdősor utca (↓) Kossuth Lajos utca (↑)         | 62 | 979, 979A      |
| 6                                               | Vas Gereben utca                                | 60 |                |
| 7                                               | Tejút utca                                      | 59 |                |
| 8                                               | Csepeli temető                                  | 58 |                |
| 9                                               | Fácánhegyi utca                                 | 57 |                |
| 10                                              | Szilvafa utca                                   | 55 |                |
| 11                                              | Almafa utca                                     | 54 |                |
| 12                                              | Vízművek lakótelep                              | 53 |                |
| 13                                              | Hárosi Csárda                                   | 52 |                |
| 14                                              | Áruházi bekötőút                                | 51 |                |
| 15                                              | Háros                                           | ∫  |                |
| Budapest–Szigetszentmiklós közigazgatási határa |                                                 |    |                |
| 16                                              | Gát utca                                        | 49 |                |
| 17                                              | Lacházi fogadó                                  | 49 |                |
| 18                                              | Lakihegy, Cseresznyés utca vonalközi végállomás | 48 |                |
| ∫                                               | Lakihegy, Cseresznyés utca vonalközi végállomás | *  |                |
| 22                                              | Massányi úti lakópark                           | 44 |                |
| 23                                              | Szigetszentmiklós, Szabadság utca               | ∫  |                |
| 24                                              | Kölcsey Ferenc utca                             | ∫  |                |
| 25                                              | Lehel utca                                      | ∫  |                |
| 26                                              | Szigetszentmiklós, városháza                    | ∫  |                |
| 27                                              | Városi Könyvtár                                 | ∫  |                |
| 28                                              | Miklós Pláza                                    | ∫  |                |
| 30                                              | József Attila utca                              | ∫  |                |
| 31                                              | Váci Mihály utca (József Attila-telep H)        | ∫  |                |
| 32                                              | Jókai utca                                      | ∫  |                |
| 33                                              | Akácfa körút                                    | ∫  |                |
| 34                                              | Tamási Áron utca                                | ∫  |                |
| 35                                              | Miklós tér                                      | ∫  |                |
| 37                                              | Szebeni utca                                    | ∫  |                |
| 39                                              | Nap utca (óvoda)                                | ∫  |                |
| 40                                              | Ősz utca                                        | ∫  |                |
| 41                                              | Ady Endre utca                                  | ∫  |                |
| 42                                              | Szigetszentmiklós, Szabadság utca               | 42 |                |

Jegyek és bérletek érvényessége:
Vonaljegy: Csepel, Szent Imre tér – Szigetszentmiklós, Szabadság utca
Budapest-bérlet és Budapest-jegyek: Csepel, Szent Imre tér – Háros
5 km-es környéki bérlet (1. zóna): Hárosi Csárda – Szigetszentmiklós, Szabadság utca
5 km-es környéki bérlet (2. zóna): Massányi úti lakópark – Szigetszentmiklós
10 km-es környéki bérlet, környéki helyi bérlet: Hárosi Csárda – Szigetszentmiklós
Környéki helyközi vonaljegy: Háros – Szigetszentmiklós